# Mieczysław Boruta-Spiechowicz

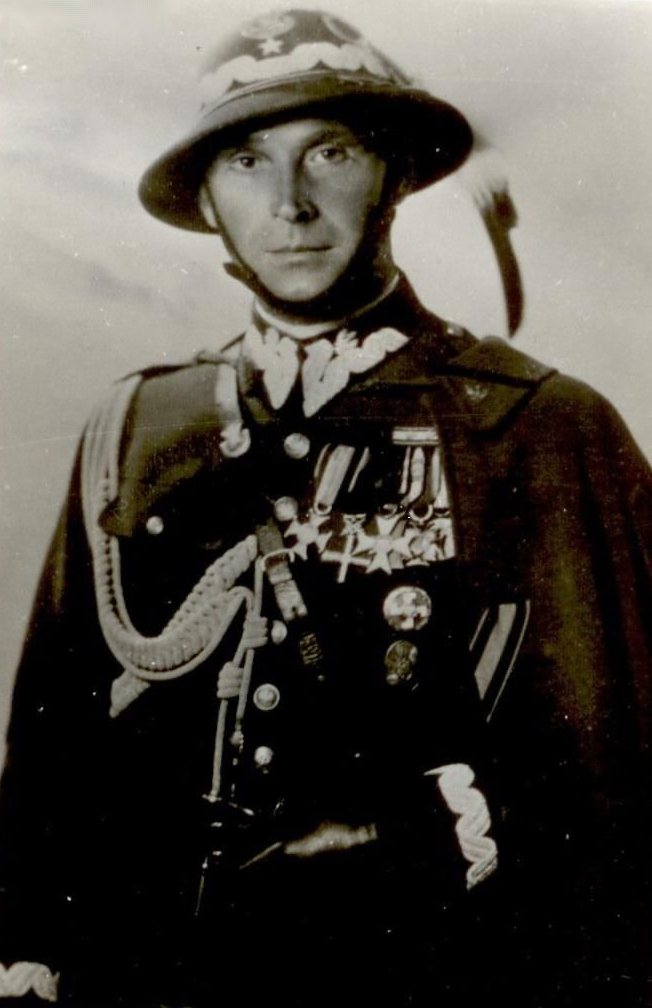
Mieczysław Boruta-Spiechowicz w stopniu generała brygady

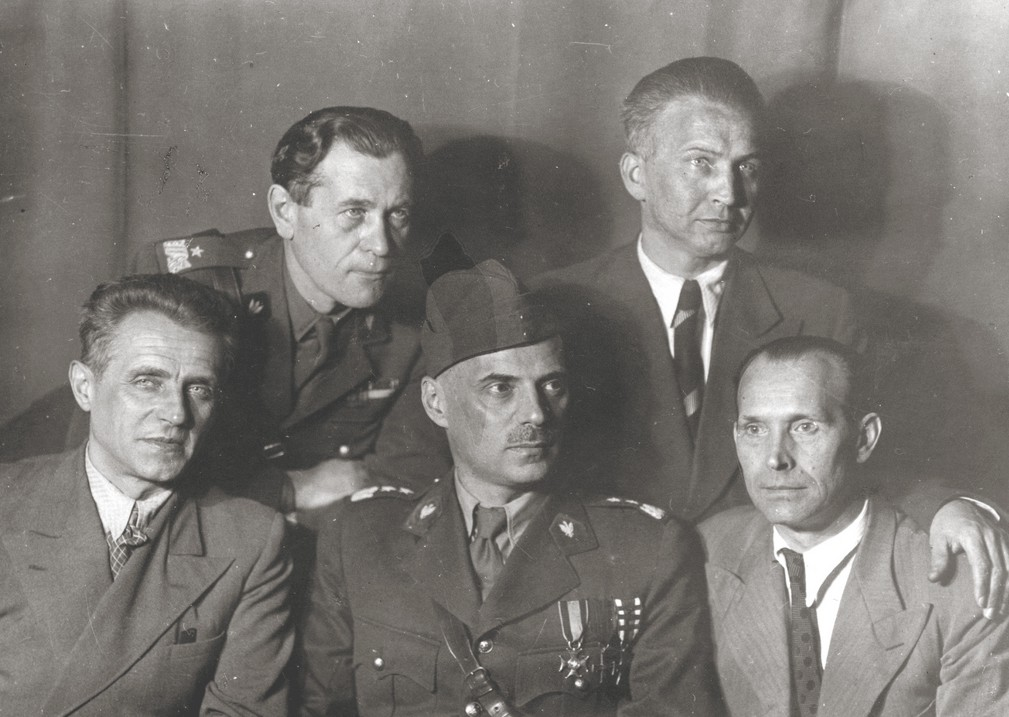
Generałowie: Michał Tokarzewski-Karaszewicz, Władysław Anders, Mieczysław Boruta-Spiechowicz (pierwszy rząd, od lewej), Zygmunt Bohusz-Szyszko, płk Leopold Okulicki (drugi rząd). Polskie Siły Zbrojne w ZSRR 1942

Ludwik Mieczysław Spiechowicz-Boruta, ps. „Kopa”, „Morawski” (ur. 20 lutego 1894 w Rzeszowie, zm. 13 października 1985 w Zakopanem) – generał brygady Wojska Polskiego, kawaler Orderu Virtuti Militari.

## Życiorys

### Dzieciństwo i młodość
Urodził się w rodzinie Stanisława i Anieli z Zatorskich. Ojciec był właścicielem małego sklepu mięsnego w Rzeszowie, zmarł w 1905 roku, w dwa lata po przeprowadzce rodziny do Warszawy. Mieczysław był 15. z kolei dzieckiem w rodzinie Stanisława i Anieli. Początkowo uczył się w państwowej szkole rosyjskiej (1903–1905), następnie do 1907 roku w szkole Jadwigi Cichińskiej oraz Gimnazjum Realno-Filozoficznym im. Michała Kreczmara w Warszawie. Od wczesnej młodości związał się z polskim ruchem skautowym, najpierw był członkiem drużyny im. Romualda Traugutta, a potem instruktorem skautowym w Warszawie. Aby uniknąć powołania do służby w Armii Austro-Węgier, w 1913 wyjechał na studia do Akademii Handlowej w Antwerpii w Belgii. Tam wstąpił do Związku Strzeleckiego i ukończył kurs podoficerski.

### I wojna światowa
Po wybuchu I wojny światowej przedostał się do Krakowa i wstąpił w szeregi Drużyn Strzeleckich. W sierpniu 1914 wstąpił do Legionów Polskich. Służył w 1 kompanii I batalionu w 2 pułku piechoty II Brygady jako dowódca kolejno plutonu i kompanii. Następnie został zastępcą dowódcy I batalionu w 4 pułku piechoty. Został ranny w bitwie pod Rarańczą w czerwcu 1915. W czasie służby w Legionach awansował kolejno na chorążego (26 maja 1915), podporucznika (15 grudnia 1915) i porucznika (1 listopada 1916).
Po zdradzieckim wobec Legionów traktacie brzeskim odegrał ważną rolę w przeprowadzeniu II Brygady na stronę rosyjską pod Rarańczą w nocy z 15 na 16 lutego 1918. Od marca 1918 walczył w II Korpusie Polskim w Rosji. Awansował na kapitana. Po bitwie pod Kaniowem z Niemcami 11 maja 1918 i rozbrojeniu Korpusu dostał się do niewoli niemieckiej, z której wkrótce zbiegł. Następnie działał w Polskiej Organizacji Wojskowej na terenie Ukrainy.

### Wojna polsko-ukraińska i wojna polsko-bolszewicka
Od listopada 1918 służył w odrodzonym Wojsku Polskim. Do stycznia 1919 brał udział w obronie Lwowa jako dowódca odcinka II Grupy Operacyjnej, a następnie pułku Strzelców Lwowskich. Podlegały mu trzy odcinki obrony miasta: IV zwany Dworzec Główny, V zwany Szkołą Sienkiewicza i VI zwany „Podzamcze”. Następnie został skierowany do Francji, gdzie pełnił obowiązki dowódcy 1 pułku strzelców polskich, a potem 3 pułku strzelców polskich w Armii Polskiej we Francji gen. Józefa Hallera. Po powrocie do kraju, w kwietniu 1919 został skierowany na front wojny polsko-bolszewickiej. Był przejściowo dowódcą batalionu, zastępcą dowódcy, a od października 1919 dowódcą 143 pułku Strzelców Kresowych, przemianowanego później na 4 pułk strzelców podhalańskich, którym dowodził w bitwie pod Bilwinami.  Za udział w bitwie pod Grannem otrzymał Krzyż Srebrny Orderu Wojennego Virtuti Militari. 11 czerwca 1920 został zatwierdzony z dniem 1 kwietnia 1920 roku w stopniu podpułkownika, w piechocie, w grupie oficerów byłej armii generała Hallera.

### Dwudziestolecie międzywojenne
W styczniu 1921 roku, po zakończeniu wojny z bolszewikami, skierowany został na II Kurs Wojennej Szkoły Sztabu Generalnego. We wrześniu tego roku, po ukończeniu szkoły i uzyskaniu tytułu oficera Sztabu Generalnego, objął stanowisko szefa sztabu 8 Dywizji Piechoty w Modlinie. 3 maja 1922 roku został zweryfikowany w stopniu podpułkownika ze starszeństwem z dniem 1 czerwca 1919 i 216. lokatą w korpusie oficerów piechoty. W listopadzie 1922 roku wyznaczony został na stanowisko dowódcy 32 pułku piechoty w Modlinie. W październiku 1924 przeniesiony został do Dowództwa Okręgu Korpusu Nr VII w Poznaniu na stanowisko zastępcy szefa sztabu. 1 grudnia 1924 awansował do stopnia pułkownika ze starszeństwem z dniem 15 sierpnia 1924 i 53. lokatą w korpusie oficerów piechoty. Z dniem 14 lutego 1925 został „odkomenderowany” do Inspektoratu Armii Nr II.
W maju 1925 objął dowództwo 71 pułku piechoty w Ostrowi Mazowieckiej. Na czele pułku wziął udział po stronie rządowej, w wypadkach majowych 1926. Z dniem 1 września 1926 został przydzielony do Generalnego Inspektora Sił Zbrojnych na stanowisko I oficera sztabu inspektora armii gen. dyw. Edwarda Rydza-Śmigłego (etat generała), a następnie gen. Gustawa Orlicz-Dreszera. 9 października 1928 został mianowany dowódcą piechoty dywizyjnej 20 Dywizji Piechoty w Baranowiczach. 12 października 1934 został mianowany dowódcą 22 Dywizji Piechoty Górskiej w Przemyślu. Na generała brygady został awansowany ze starszeństwem z dniem 1 stycznia 1936 roku i 2. lokatą w korpusie generałów.
W okresie międzywojennym dał się także poznać jako teoretyk i publicysta wojskowy. Jego artykuły ogłaszane na łamach miesięcznika „Przegląd Piechoty” stanowiły materiał szkoleniowy dla młodszej kadry oficerskiej, były również przyczynkiem do rozważań i dyskusji nad ulepszaniem metod szkolenia w piechocie. Do jego ciekawszych publikacji zaliczyć można:
- Ujednostajnienie metody szkolenia podoficerów w oddziałach [w:] „Przegląd Piechoty”, nr 11/1932,
- Wspomnienia dowódcy 11 kompanii 2 Pułku Piechoty Legionów [w:] w „Przegląd Piechoty”, nr 2/1937.

W latach 30. był członkiem zarządu głównego Towarzystwa Badania Historii Obrony Lwowa i Województw Południowo-Wschodnich.
Uchwałą Rady Miasta Lwowa z listopada 1938 jednej z ulic we Lwowie nadano imię Mieczysława Boruty-Spiechowicza.
W marcu 1939 powierzono mu dowództwo Grupy Operacyjnej „Bielsko” w składzie Armii „Kraków” gen. Antoniego Szyllinga. 16 marca 1939 dowodził oddziałami polskimi, które na nowej granicy polsko-węgierskiej, na Przełęczy Użockiej, witały armię węgierską.

### Wojna obronna Polski w 1939
Podczas wojny obronnej dowodził Grupą Operacyjną „Bielsko” (od 3 września przemianowaną na GO „Boruta”) w składzie: 6 Dywizja Piechoty, 21 Dywizja Piechoty Górskiej, 1 Brygada Górska, batalion ON „Bielsko”, batalion ON „Zakopane” i batalion ON „Żywiec”. 2 września gen. M. Borucie-Spiechowiczowi podporządkowano także 10 Brygadę Kawalerii, dowodzoną przez płk. Stanisława Maczka. GO otrzymała zadanie osłony kierunku na Kraków od południowego zachodu. Oddziały gen. M. Boruty-Spiechowicza miały opóźniać i rozpoznać siły nieprzyjaciela działające na tym obszarze. W pierwszym dniu wojny siły GO powstrzymały niemieckie natarcie. 2 września 6 DP poniosła duże straty pod Pszczyną w walce z niemiecką 5 Dywizją Pancerną. 3 września GO wydatnie opóźniła marsz Niemców na Wieliczkę i Dunajec. Następnie w dniach 7–8 września toczyła ciężkie walki o przeprawy na Dunajcu. Po poważnych zmaganiach z przeważającymi siłami nieprzyjaciela i próbach zorganizowania obrony nad Sanem oddziały gen. M. Boruty-Spiechowicza wycofały się za Tanew, a w dniach 17–20 września uczestniczyły w walkach o przerwanie niemieckiego okrążenia w rejonie Tomaszowa Lubelskiego (patrz: bitwa pod Tomaszowem Lubelskim). W czasie tych walk oddziały polskie zostały rozbite. Generał M. Boruta-Spiechowicz na czele jednego z oddziałów usiłował przebić się w kierunku Lwowa, pozostałe rozbite oddziały 20 września skapitulowały.
Zadanie, jakie powierzono gen. M. Borucie-Spiechowiczowi, było wyjątkowe. Długotrwałe walki odwrotowe przekraczały ludzkie siły fizyczne i psychiczne. Jak wspominał gen. Józef Kuropieska, momenty depresji przeżywał sam gen. M. Boruta-Spiechowicz. Po przełamaniu linii Dunajca przez wojska niemieckie, uznał, że wszystko stracone i postanowił odesłać sztab GO do Przemyśla, a sam przedzierać się do odciętych oddziałów, aby walczyć z nimi do końca, w tej – jak mu się wydawało – beznadziejnej sytuacji. Wielu historyków zarzuca gen. M. Borucie-Spiechowiczowi popełnienie poważnych błędów, szczególnie w ostatniej fazie kampanii, tzn. zbieranie oddziałów za Sanem i skierowanie się na Bełżec i Narol (18 września), wreszcie zbytni pośpiech, który przyczynił się do rozbicia najpierw 21 DP, a w końcu całej GO.

### Niewola radziecka
Udało mu się jednak przedostać do Lwowa, gdzie był jednym z organizatorów konspiracji antyradzieckiej. Został zastępcą gen. dyw. Mariana Żegoty-Januszajtisa, który stanął na czele Polskiej Organizacji Walki o Wolność. 12 grudnia 1939 opuścił miasto z zamiarem przedostania się do Francji (szefostwo nad POWoW przejął płk Jerzy Dobrowolski). Zamierzając przekroczyć granicę z Węgrami, posługując się tożsamością Marian Morawski, w nocy z 13 na 14 grudnia został aresztowany przez NKWD we wsi Sitno koło Nadwórnej. Więziony był w Stanisławowie, a następnie na Łubiance w Moskwie. Na Łubiance w listopadzie 1940 r. odbył rozmowy z Berią, który proponował mu tworzenie oddziałów wojska polskiego w ZSRR.

### Armia Polska w ZSRR i Polskie Siły Zbrojne
Po zawarciu układu Sikorski-Majski, w sierpniu 1941 został zwolniony z więzienia. Na wniosek gen. Władysława Andersa, dowódcy Armii Polskiej w ZSRR, został przez Naczelnego Wodza gen. Władysława Sikorskiego mianowany dowódcą 5 Wileńskiej Dywizji Piechoty. Od marca 1942 roku był dowódcą wojsk ewakuowanych do Iranu.
1 października 1942 roku Naczelny Wódz gen. Sikorski mianował go dowódcą I Korpusu Pancerno-Motorowego w Szkocji. Po odwołaniu z tego stanowiska w marcu 1945 przez pełniącego obowiązki Naczelnego Wodza gen. Andersa znajdował się od lipca do grudnia 1945 w dyspozycji Ministra Obrony Narodowej.

### Okres powojenny

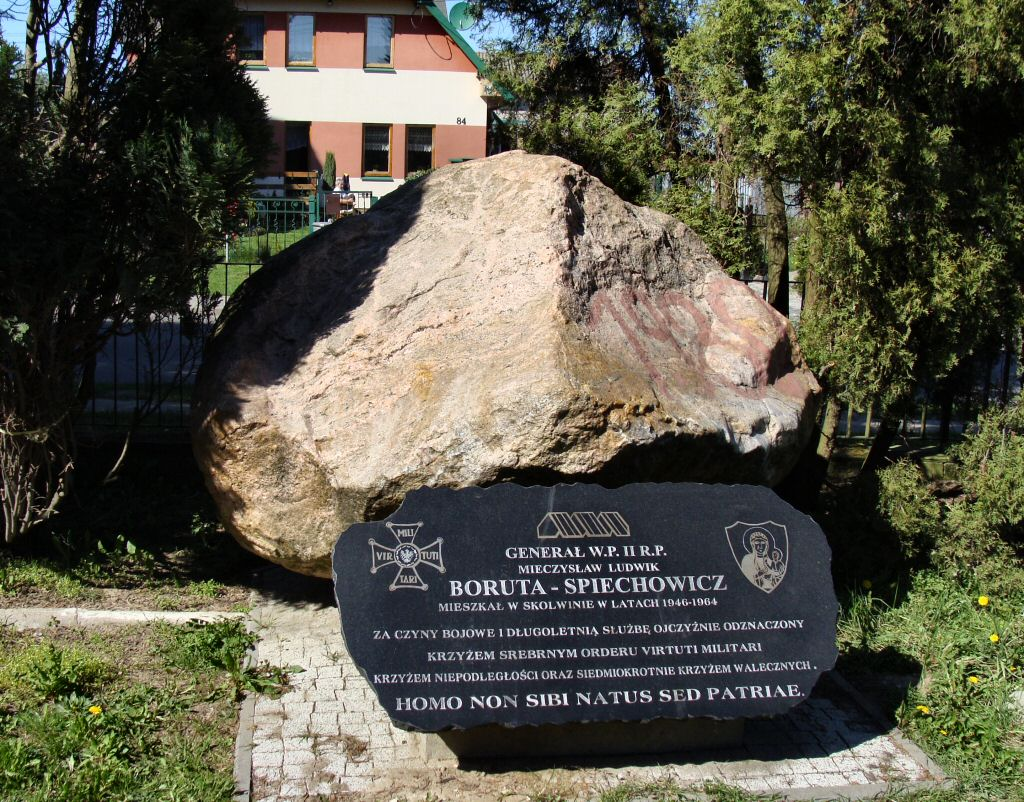
Pomnik Mieczysława Boruty-Spiechowicza w Szczecinie Skolwinie

W grudniu 1945 powrócił do Polski i został przyjęty do Wojska Polskiego (ludowego). Do lipca 1946 pełnił funkcję zastępcy szefa Departamentu Piechoty i Kawalerii w Ministerstwie Obrony Narodowej. Na skutek konfliktu z gen. Karolem Świerczewskim został w lipcu 1946 na własną prośbę przeniesiony do rezerwy, a następnie w stan spoczynku. Do 1964 prowadził gospodarstwo rolne w Skolwinie (północna część Szczecina). Przez pewien czas sprawował tam urząd sołtysa.
Od 1958 zaangażował się w działalność Związku Inwalidów Wojennych, był wiceprezesem i prezesem okręgu szczecińskiego, ale odszedł z niego po roku z powodu partyjnej ingerencji. Równie krótko był radnym Wojewódzkiej Rady Narodowej w Szczecinie, złożył mandat, protestując przeciw oczernianiu przedwojennego korpusu oficerskiego w lokalnej prasie.
W 1964 zamieszkał w Zakopanem, gdzie prowadził głównie działalność kombatancką. Zajmował się sprawami bytowymi swoich byłych żołnierzy, odznaczeniami oraz opieką nad grobami żołnierskimi i pomnikami ku czci poległych. Bardzo mocno zaangażował się także wraz z gen. Romanem Abrahamem w akcję protestacyjną przeciwko radzieckiej dewastacji Cmentarza Orląt we Lwowie. Cieszył się ogromnym szacunkiem w środowiskach kombatanckich, był również członkiem Senioratu Wojska Polskiego, czyli nieformalnej rady najstarszych rangą i dowodzeniem oficerów II Rzeczypospolitej.
15 sierpnia 1973 samozwańczy prezydent RP na uchodźstwie Juliusz Nowina-Sokolnicki mianował go bezprawnie generałem dywizji; nominację otrzymał również Roman Abraham. 6 sierpnia 1974 gen. Boruta-Spiechowicz został wybrany przez aklamację przez grupę ok. 100 legionistów na prezesa honorowego Związku Legionistów Polskich.
W proteście przeciw odznaczeniu przez władze PRL radzieckiego przywódcy Leonida Breżniewa Krzyżem Wielkim Orderu Wojennego Virtuti Militari zorganizował w 1976 uroczystość złożenia na Jasnej Górze Orderów Virtuti Militari przez żyjących jeszcze przedwojennych dowódców wojskowych (wśród nich Romana Abrahama). Jako jeden z pierwszych poparł swoim podpisem słynny List czternastu (lub inaczej List 18) z 14 stycznia 1976, sprzeciwiający się wpisaniu do Konstytucji PRL zapisu o nienaruszalności więzi ze Związkiem Radzieckim. Jednocześnie związał się z opozycją demokratyczną. W 1977 był jednym z założycieli ROPCiO i podpisał tekst jego apelu Do społeczeństwa polskiego, ogłoszonego oficjalnie 26 marca 1977. Należał do utworzonej w grudniu 1978 Rady Sygnatariuszy ROPCiO, a kiedy 10 lutego 1979 zawiązano Komitet Porozumienia na rzecz Samostanowienia Narodu, wśród 28 osób podpisujących deklarację Komitetu na czołowym miejscu widniało też jego nazwisko. 27 września 1981 wziął udział w drugiej turze I Krajowego Zjazdu Delegatów NSZZ „Solidarność”. W 1984, jako najstarszy stażem i funkcją generał w Polsce, obchodził 90. urodziny w Zakopanem.
Zmarł 13 października 1985 w Zakopanem i został pochowany w kwaterze legionowej Nowego Cmentarza w Zakopanem.

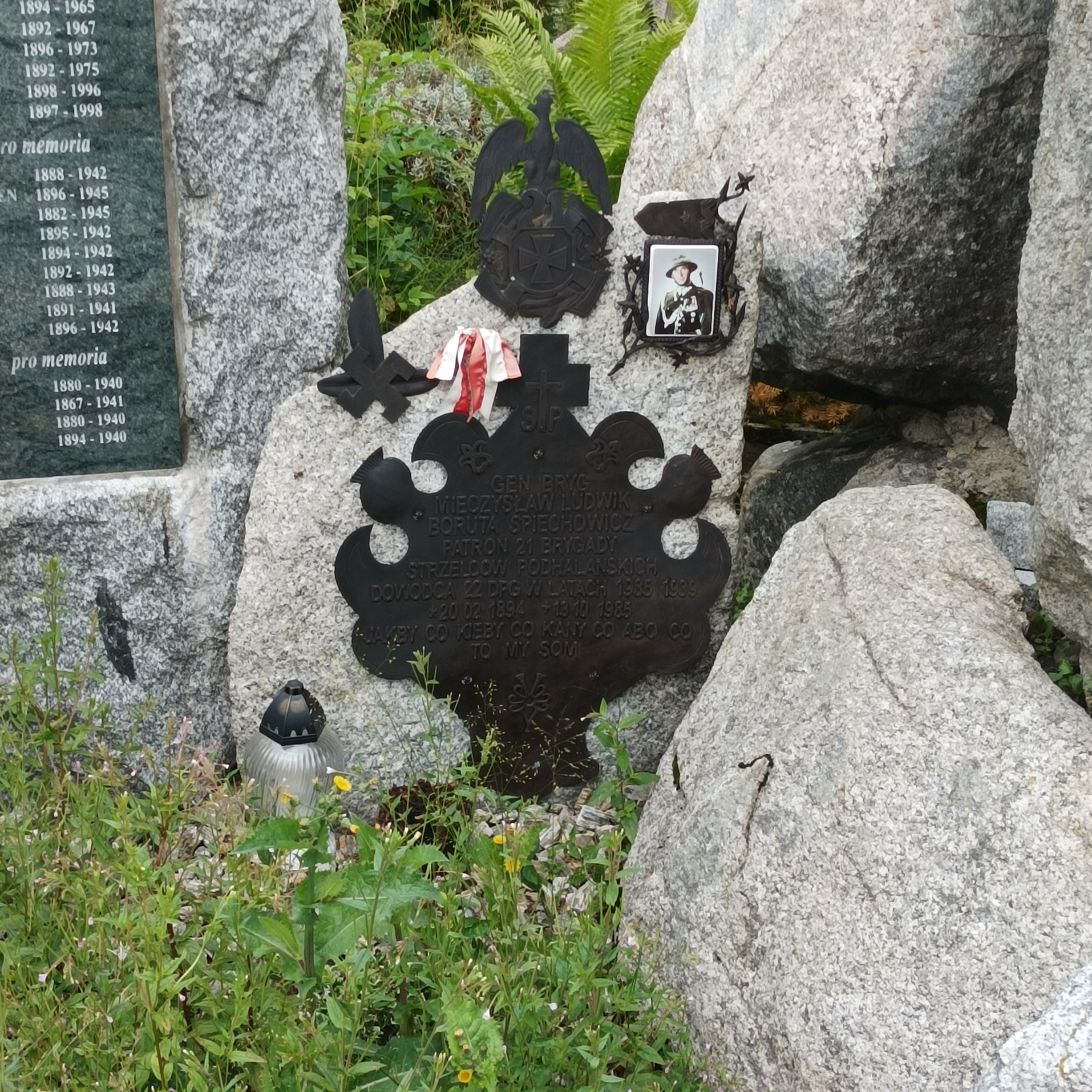
Grób gen. Mieczysława Boruty-Spiechowicza na Nowym Cmentarzu w Zakopanem

## Życie prywatne
Mieczysław Boruta-Spiechowicz był dwukrotnie żonaty. Pierwszą żonę Irenę Morawską poślubił w parafii Nawrócenia Św. Pawła Apostoła w Lublinie w 1919 roku. Z małżeństwa urodziło się dwoje dzieci: Irena (ur. 1920), po mężu Chmielewska i Wojciech (ur. 1923), inżynier, zamieszkały na stałe w Kanadzie. W 1946 roku Mieczysław i Irena rozwiedli się. Drugą żoną generała była Nora Margerison.

## Ordery i odznaczenia
- Krzyż Srebrny Orderu Wojskowego Virtuti Militari (17 maja 1921)[25][26]
- Krzyż Komandorski Orderu Odrodzenia Polski
- Krzyż Niepodległości z Mieczami (9 listopada 1933)[27]
- Krzyż Oficerski Orderu Odrodzenia Polski (10 listopada 1928)[28][29]
- Krzyż Kawalerski Orderu Odrodzenia Polski
- Krzyż Walecznych (siedmiokrotnie)
- Złoty Krzyż Zasługi (29 kwietnia 1925)[30]
- Medal Pamiątkowy za Wojnę 1918–1921[26]
- Medal Dziesięciolecia Odzyskanej Niepodległości[26]
- Medal „Pro Fide et Patria”
- Odznaka za Rany i Kontuzje
- Odznaka Pamiątkowa Generalnego Inspektora Sił Zbrojnych (12 maja 1936)
- Odznaka pamiątkowa IV Odcinka „Obrony Lwowa”[31]
- Państwowa Odznaka Sportowa[32]
- Złota Odznaka Honorowa Ligi Obrony Powietrznej i Przeciwgazowej I stopnia[33]
- Krzyż Kawalerski Orderu Legii Honorowej nr 30540 (Francja, 23 czerwca 1925)[26][34]

- Srebrny Medal Waleczności I klasy (Austro-Węgry, 1915)
- Srebrny Krzyż Zasługi Wojskowej (Austro-Węgry, 1917)
- Brązowy Krzyż Zasługi Wojskowej (Austro-Węgry, 1916)
- Medal Zasługi Wojskowej (Austro-Węgry)
- Medal Zwycięstwa (Médaille Interalliée) (12 grudnia 1921)[26][35]

## Upamiętnienie
27 maja 2002 Rada Miasta Szczecina podjęła uchwałę o wyrażeniu zgody na wzniesienie pomnika upamiętniającego gen. Mieczysława Borutę-Spiechowicza. Został on odsłonięty 17 września 2005, przy ulicy Inwalidzkiej 15, w obrębie terenu przykościelnego, należącego do parafii rzymskokatolickiej Chrystusa Króla. W Szczecinie przy ul. Kruczej znajduje się dom pomocy społecznej – Dom Kombatanta imienia generała Mieczysława Boruty-Spiechowicza.
W maju 2014 odsłonięto pamiątkową tablicę na ścianie domu, w którym mieszkał gen. Spiechowicz przy ulicy Żeromskiego 19 w Przemyślu.
Uchwałą Rady Gminy Biały Dunajec (powiat tatrzański) z dnia 23 kwietnia 2020 most na drodze krajowej nr 47 na rzece Biały Dunajec nosi imię generała Mieczysława Boruty-Spiechowicza.